# مسجد ومدرسة الحاج زكر
مدرسة ومسجد الحاج زكر هي من مدارس ومساجد العراق التاريخية الأثرية، ويقع في محافظة نينوى، ولقد بناها السيد زكريا التاجر في عام 1201هـ /1781م، ثم هدم مبنى المدرسة في عام 1354هـ/1935، من قبل بلدية الموصل لأجل فتح شارع الفاروق، وفي عام 1373هـ/1953م، أعيد بناء المسجد والمدرسة مقابل موقعها القديم، وتقام في المسجد حاليا الصلوات الخمس المكتوبة.